# Hebe Camargo

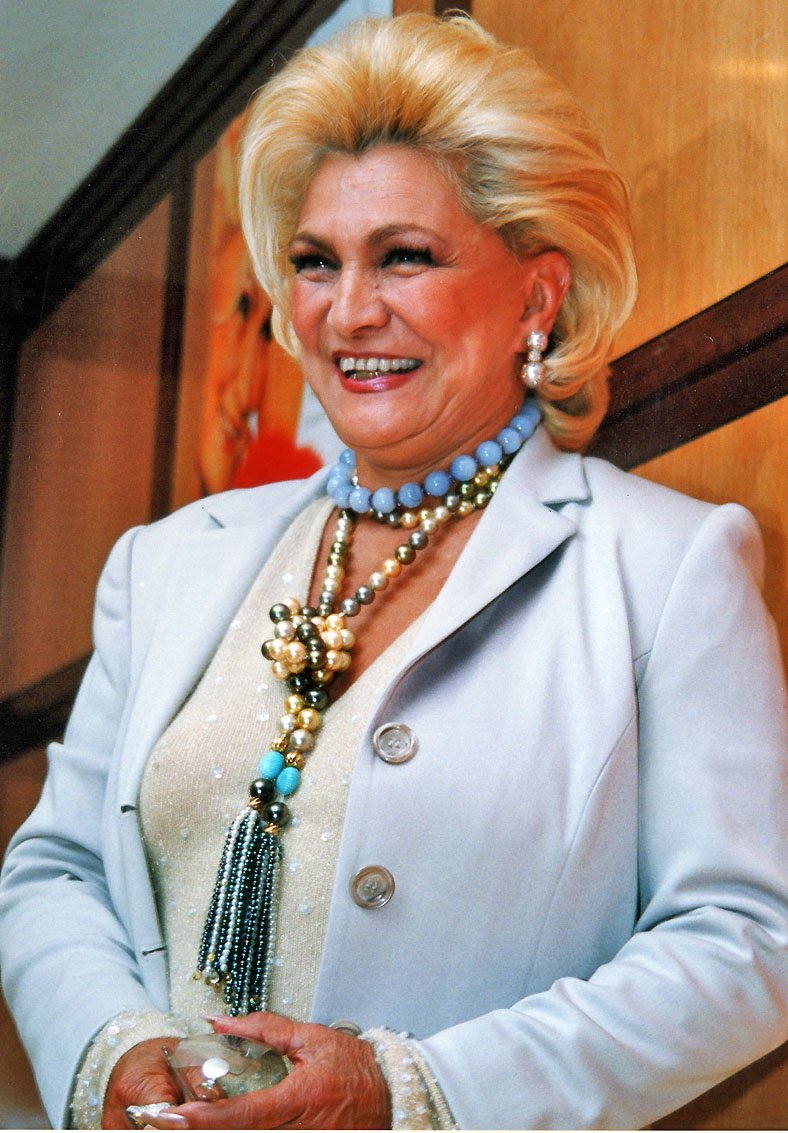
Hebe Camargo

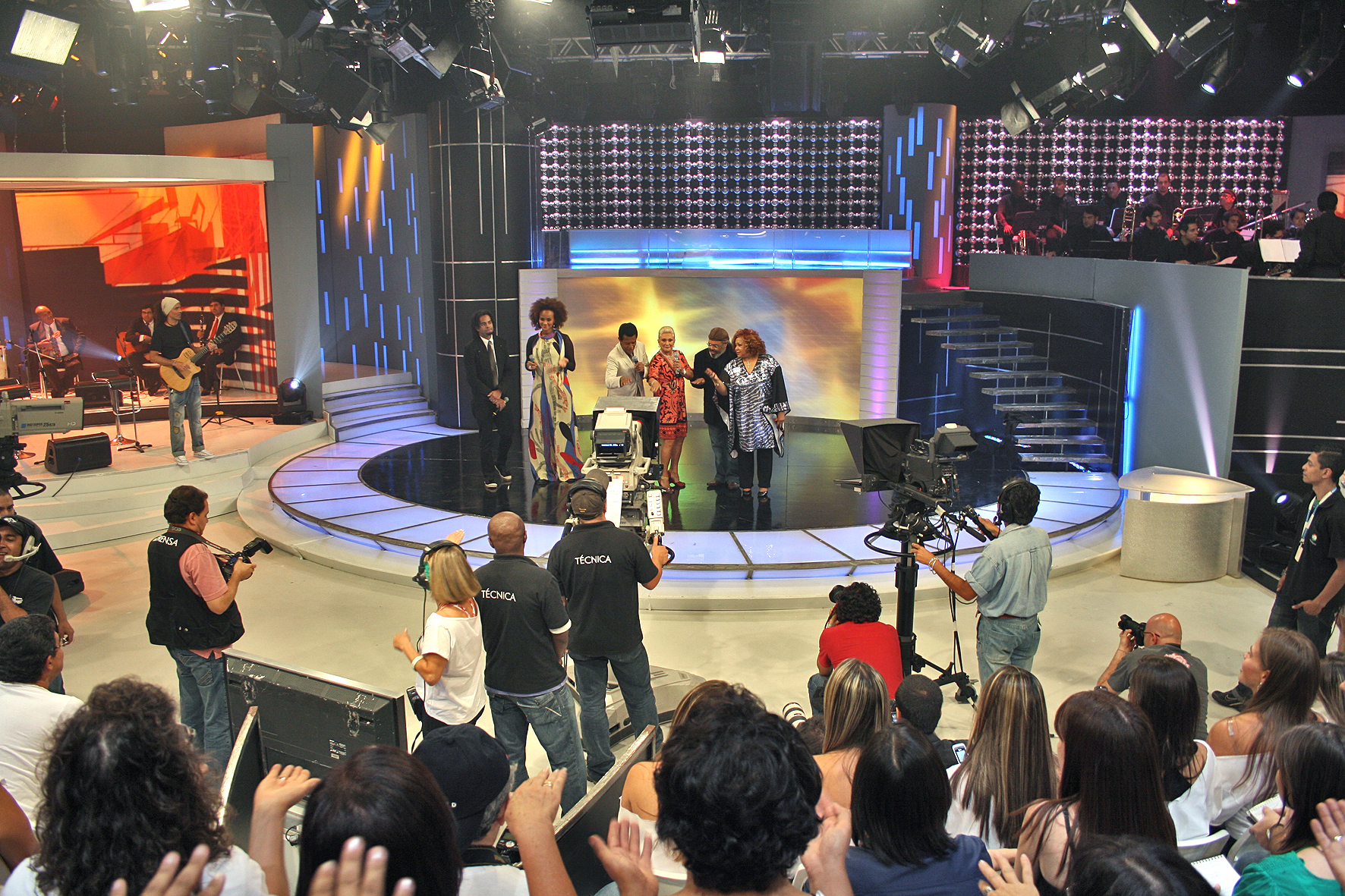
Hebe Camargo im Februar 2009 auf dem Set ihrer Talk-Show

Hebe Maria Camargo (* 8. März 1929 in Taubaté (SP), Brasilien; † 29. September 2012 in São Paulo) war eine brasilianische Fernsehmoderatorin, Sängerin, Schauspielerin und Synchronsprecherin. Sie galt als eine der großen Persönlichkeiten des brasilianischen Fernsehens und wurde oft als a rainha da televisão, die „Königin des Fernsehens“, tituliert.

## Biographie
Camargo begann ihre Gesangskarriere in den 1940er-Jahren. Zusammen mit ihrer Schwester bildete sie das Duo Rosalinda e Florisbela.
Um 1950 begann ihre TV-Karriere als Fernsehmoderatorin. In weiterer Folge arbeitete sie abwechselnd bei diversen Fernseh- und Radiosendern. Ab 1986 moderierte sie ihre eigene Fernsehsendung Hebe. 
Im Januar 2010 wurde bei Camargo ein bösartiger Tumor des Brustfells diagnostiziert, an dem sie am 29. September 2012 in ihrem Haus im São Pauloer Stadtteil Morumbi verstarb.